# Fecioară (zodie)
Fecioara (♍) este un semn astrologic care este asociat cu constelația Fecioara. Soarele este în constelația Fecioara de la 23 august până la 22 septembrie, iar după astrologia siderală de la 16 septembrie până la 15 octombrie.